# Ulica Polna w Krościenku nad Dunajcem
Ulica Polna w Krościenku nad Dunajcem (dawniej zwana Pańską Drogą lub Aleją Lipową) – jedna z ulic Krościenka nad Dunajcem, na Zawodziu, odchodząca od brzegu Dunajca na wschód, w kierunku Góry Stajkowej. Ulica przechodzi w aleję, która prowadzi do źródeł wody mineralnej „Stefan i Michalina”.

## Przebieg i ważniejsze obiekty
Ulica Polna zaczyna się w okolicy pola namiotowego „Cypel Pieniny” nad Dunajcem, następnie przechodzi przez zabudowania przy ul. Zdrojowej. Po paruset metrach, za skrzyżowaniem z ulicą Słoneczną, ulica Polna staje się polną aleją idącą w szpalerze drzew, będących pomnikiem przyrody. Na aleję tę składa się: 11 lip drobnolistych, 2 klony zwyczajne i 1 klon jawor. Drzewa te mają obwody pni od 200 do 340 cm i wspólnie stanowią pomnik przyrody zarejestrowany w gminie Krościenko nad Dunajcem. W drugiej dekadzie XXI wieku na odcinku między ul. Słoneczną a ul. Jarek wybudowano asfaltową drogę równoległą do starej alejki.
Przed skrzyżowaniem z ul. Jarek/papieża Karola Wojtyły (około 400 m na północ od ul. Polnej), na równi u podnóża góry stał na polu XIX-wieczny krzyż, zwany „krzyżem cholerycznym”. Jest to pamiątka epidemii cholery, która – wśród wielu innych – w pobliżu tego miejsca zabiła dwóch mieszkańców sąsiedniej Obidzy, wracających do domu z pracy w Krościenku. Około 2020 roku odrestaurowano krzyż i przeniesiono go w okolicę ulicy Słonecznej, około 400 m na północ od ulicy Polnej.
Za skrzyżowaniem z ul. Jarek/papieża Karola Wojtyły, po prawej stronie widoczny jest ośrodek narciarski „Stajkowa” uruchomiony w 2008 roku.
Za tym skrzyżowaniem ulica przechodzi w szutrową alejkę prowadzącą wzdłuż Potoku Stajkowskiego do źródeł wody mineralnej „Stefan i Michalina”, zmieniając nazwę na „aleja Dziewolskich”.

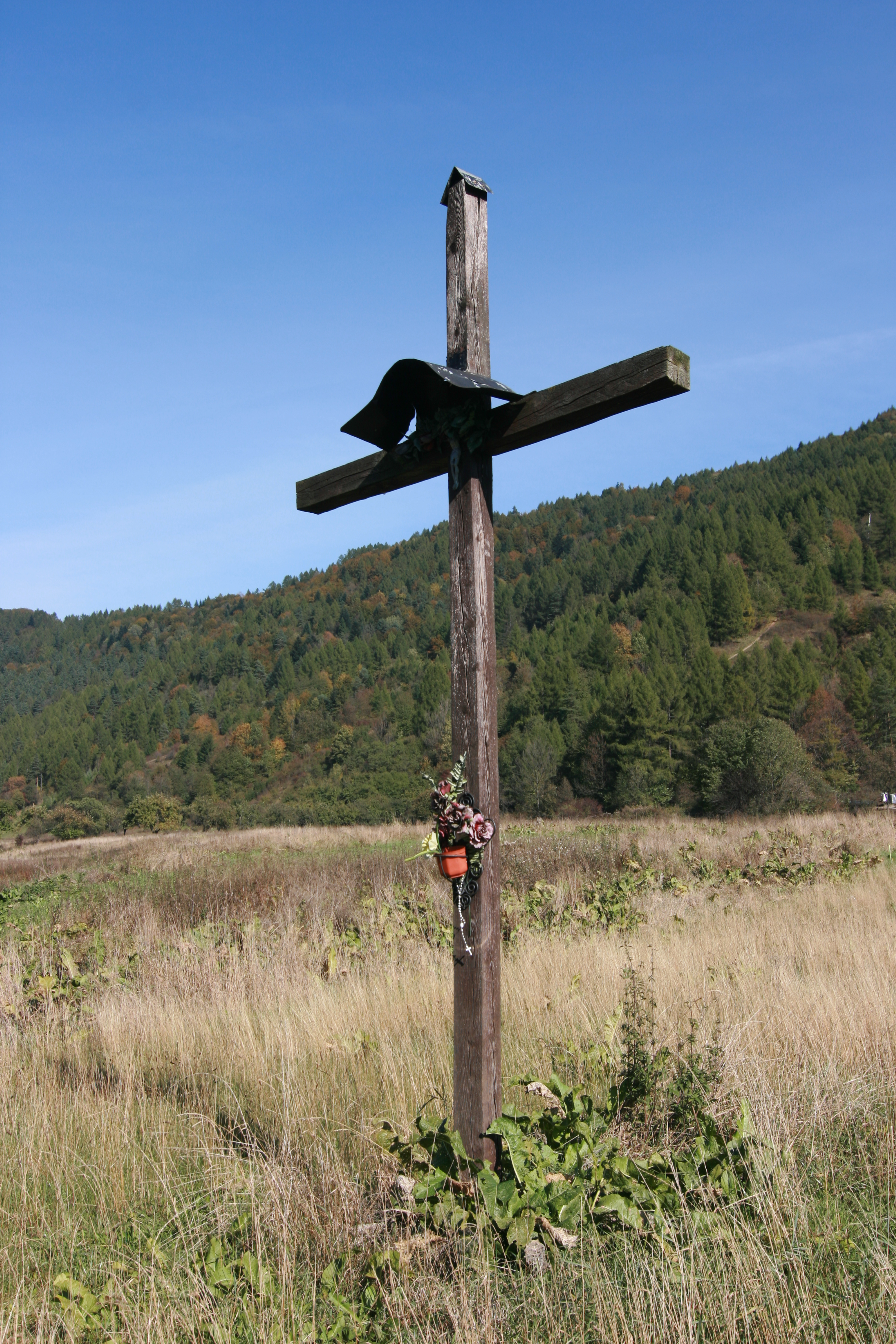
Krzyż choleryczny w pobliżu skrzyżowania z ul. Jarek (2013)

## Historia
Zbocza Stajkowej od początku XVIII wieku były znane ze źródeł zawierających szczawną wodę. Jej zdrowotny charakter został odkryty w latach 20. XIX wieku. U północno-zachodniej podstawy góry (na przedłużeniu Pańskiej Drogi, wzdłuż Potoku Zagórskiego) korzystano ze źródła „Stefan” i „Michalina” co najmniej od początku XVIII wieku. Drogę wytyczono w połowie XIX wieku, gdy – jak pisał ówczesny właściciel zdrojów Hieronim Dziewolski – została „z gruntu ornego przeistoczona” poprzez wymianę fragmentu terenu z jednym z krościeńskich gospodarzy. Początkowo była deptakiem dla kuracjuszy, obsadzonym lipami przez Hieronima Dziewolskiego krótko po 1855 roku. Pomysł obsadzenia alei lipami był formą hołdu złożonego ofiarom rabacji galicyjskiej w 1846 roku.
Wzdłuż Pańskiej Drogi jeszcze przed jej wytyczeniem zbudowano dwa budynki: jeden z nich pełnił funkcję Domu Zdrojowego, czyli mieszkalnego pensjonatu z pokojami i jadalnią, w drugim znajdowały się łazienki z podgrzewaną wodą mineralną w żeliwnych wannach, umożliwiające kuracjuszom kąpiel w szczawach. Niszczejące budynki zostały rozebrane pod koniec XIX wieku. W związku z nadużywaniem drogi przez lokalnych mieszkańców (którzy niszczyli ją przez wyganianie bydła na wypas, ściąganie ściętego drewna, czy przejazd ciężkimi zaprzęgami) Hieronim Dziewolski zatrudnił specjalnego strażnika (leśniczego dworskiego), który miał pilnować „zdrojów, gruntu, drogi i zakładu kąpielowego”. Funkcję tę w XIX roku pełnili m.in.: Antoni Kerpiczak, niejaki Klamerus i Józef Tokarczyk (Drążek).
W XX i XXI wieku przez wiele lat źródła obudowane były kamiennym bunkrem, jednak w 2010 roku gmina zagospodarowała teren wokół źródeł mineralnych „Stefan” i „Michalina”, budując altanę i ujęcia.
Inwestycja była współfinansowana ze środków Unii Europejskiej w ramach działania „Wdrażanie Lokalnych Strategii Rozwoju” objętego Programem Rozwoju Obszarów Wiejskich na lata 2007–2013 z zakresu „Odnowa i Rozwój Wsi” wdrażanych za pośrednictwem Lokalnej Grupy Działania Leader „Gorce-Pieniny”.

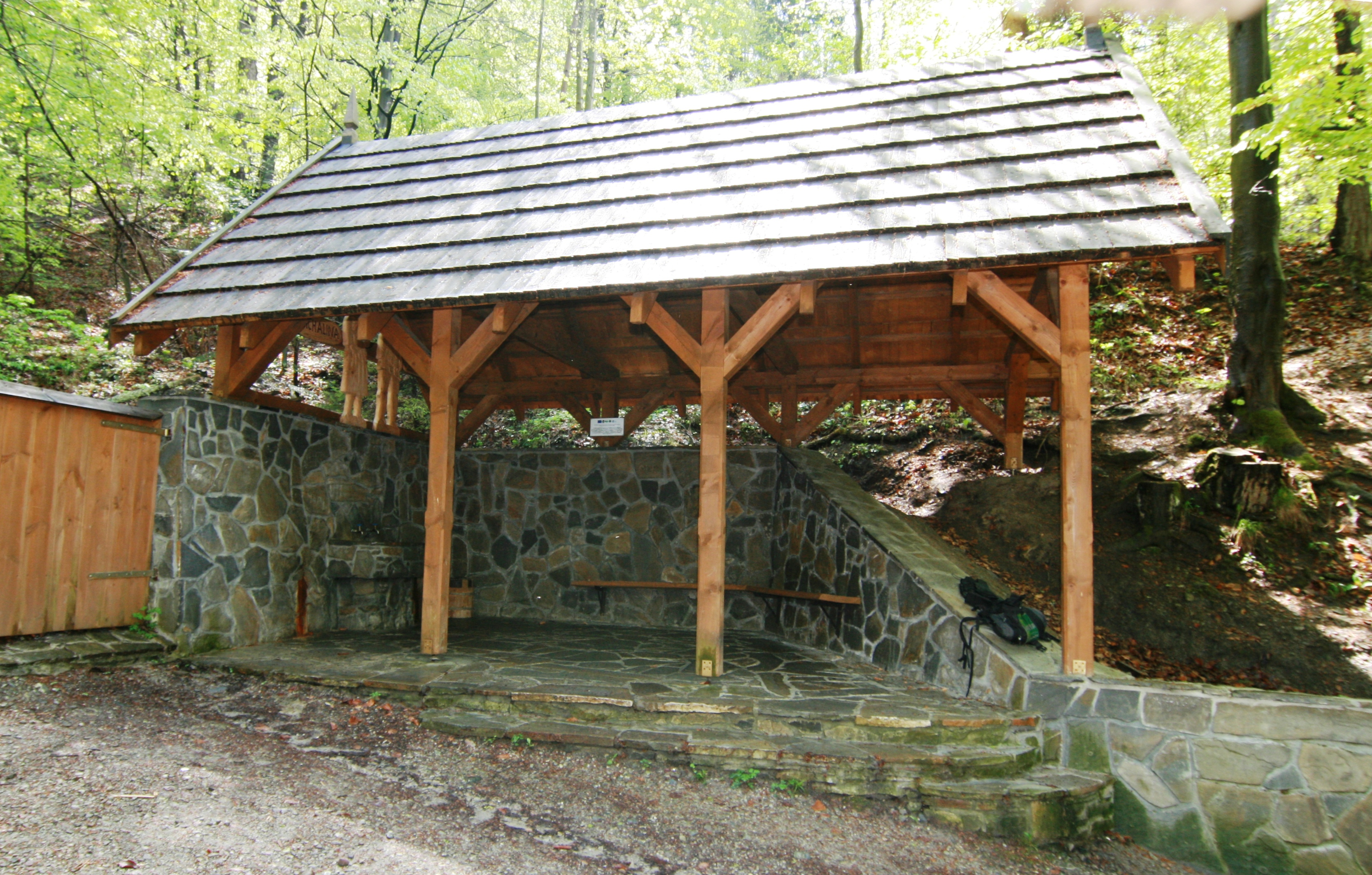
Ujęcia wody mineralnej „Stefan” i „Michalina”